# 1967年ニコシア・ブリタニア墜落事故
1967年ニコシア・ブリタニア墜落事故（1967ねんニコシア・ブリタニアついらくじこ）は、1967年4月20日に発生した航空事故である。チャトラパティ・シヴァージー国際空港からカイロ国際空港へ向かっていたグローブ・エアのブリストル ブリタニア313がカイロ国際空港へのアプローチ中に墜落し、乗員乗客130人中126人が死亡した。この事故はキプロス最悪の航空事故でもある。

## 飛行の詳細

### 事故機
事故機のブリストル ブリタニア313（HB-ITB）は製造番号13232として1957年に製造された。総飛行時間は20,632時間、総離着陸回数は6,780回であった。

### 乗員
コックピットでは機長、副操縦士、航空機関士、交代機長、そして交代航空機関士が乗務していた。
機長は43歳の男性で、総飛行時間は8,285時間であり、その内1,493時間がブリストル ブリタニアでの飛行時間であった。
副操縦士は24歳の男性で、総飛行時間は1,860時間以上であり、その内785時間がブリストル ブリタニアでの飛行時間であった。
交代機長は40歳の男性で、総飛行時間は9,680時間以上であり、その内49時間がブリストル ブリタニアでの飛行時間であった。

## 事故の経緯
事故機はドンムアン空港からバンダラナイケ国際空港、チャトラパティ・シヴァージー国際空港、カイロ国際空港を経由してユーロエアポート・バーゼル＝ミュールーズ空港へと向かう旅客便であった。
チャトラパティ・シヴァージー国際空港を出発した時点で同機には乗員10人・乗客120人が搭乗していた。予定では次にカイロ国際空港に着陸することになっていたが、当時悪天候のため同空港は閉鎖されていた。飛行計画によれば、この際代替空港としてレバノンのベイルートにあるラフィク・ハリリ国際空港へと向かう予定であったが、事故機はその代わりにキプロスのニコシアへと向かった。
しかし、ニコシアも当時雷雨に見舞われていた。事故機はニコシアの空港の滑走路32に進入しようと試みたが、1回目は機体の高度がグライドパスよりも高かったため失敗し、2回目のアプローチを試みることになった。予定ではこのアプローチが左旋回によって行われることになっていた。しかし、1時13分に同機は低高度で旋回中に丘に墜落し、機体は尾翼部分を除いてほぼ完全に破壊された。この事故で乗員乗客130人中126人が死亡し、客室乗務員1人、乗客3人（スイス人1人・ドイツ人2人）の4人が生存した。2020年現在、この事故はキプロス最悪の航空事故であり、かつブリストル ブリタニアによる航空事故の中でも最悪の事故となっている。

## 事故原因
キプロスの事故調査官は、事故に繋がるような機体の故障を確認できず、また同機と空港のディスパッチャーとの交信も正常であった。同時に、パイロットが飛行計画に反して別の空港へと向かった理由も不明であった。事故後、パイロットは勤務時間の上限を2時間47分、場合によっては4時間17分も超過して勤務していたことが判明した。さらに、副操縦士は無効な民間航空機の操縦免許を所持しており、実際のブリストル ブリタニアでの飛行時間は50時間未満であった。

## 事故後
事故から半年後の1967年10月19日、同機を運航していたグローブ・エアは破産を宣告し、事業を停止した。その後すぐに経営陣に対して破産訴訟が行われた。